# Wienerfilharmonikernas nyårskonsert 1962
Wienerfilharmonikernas nyårskonsert 1962 räknas som den 22:e nyårskonserten från Wien och ägde rum den 1 januari 1962 i Wiens Musikverein. Den dirigerades för åttonde gången av Willi Boskovsky. Det var den fjärde nyårskonserten vars 2:a del sändes på TV, och senare som en Eurovision-sändning.

## Historia
Strikt räknat var det Wienerfilharmonikernas 17:e nyårskonsert, eftersom det inte var förrän 1946 som Josef Krips introducerade denna titel, som behölls 1947 och därefter. Dessutom var det den 23:e Årsskifteskonserten, för vid årsskiftet 1939/40 gavs det en Außerordentliches Konzert (extraordinär konsert) av Wienerfilharmonikerna, som dock ägde rum på nyårsafton 1939. Från 1941 dirigerades den av Clemens Krauss, med undantag för åren 1946 och 1947 då Krauss förbjöds att dirigera på grund av sin närhet till nazistregimen och ersattes av Josef Krips.
Efter Clemens Krauss död 1954 valdes Willi Boskovsky enhälligt av orkestermedlemmarna till positionen som permanent dirigent för nyårskonserten, som han dirigerade för första gången 1955 (och fram till 1979). Willi Boskovsky är ihågkommen för att han dirigerade om inte hela, så åtminstone stora delar av konserten (mestadels valserna), med violinstråken och fiolen vilande på höften och upprepade gånger med sitt fiolspel förmådde orkestern att anamma hans speciella spelstil
förde den till hakan för att överföra sin egen violinrelaterade fart till orkestern.
1962 ackompanjerades enskilda musikstycken åter igen av balettinspelningar. Medlemmar ur baletten i Volksoper Wien dansade, koreografin gjordes av balettlärarinnan Dia Luca. Dansen ägde rum live till originalmusiken, som överfördes direkt till rummen i Musikverein, där inspelningarna av baletten ägde rum.
För fjärde året i rad sändes den andra delen av nyårskonserten på TV. Det var ett Eurovision-program gemensamt producerat av österrikiska ORF och schweizisk TV. Förutom i Österrike sändes programmet i Belgien, Västtyskland, Frankrike, Storbritannien, Italien, Nederländerna, Sverige, Schweiz, Finland, Norge, Spanien och Danmark.

## Program

### 1:a delen
1. Johann Strauss den yngre: Freuet euch des Lebens (Vals), op. 340
2. Johann Strauss den yngre: Im Krapfenwaldl (Polka française), op. 336
3. Joseph Lanner: Die Werber (Walzer), op. 103*
4. Josef Strauss: Brennende Liebe (Polka française), op. 129
5. Josef Strauss: Jokey-Polka (schnell), op. 278
6. Johann Strauss den yngre: Tausend und eine Nacht (Vals), op. 346

### 2:a delen
1. Johann Strauss den yngre: Accelerationen (Vals), op. 234
2. Josef Strauss: Die Libelle (Polka mazur), op. 204
3. Johann Strauss den yngre: Rosen aus dem Süden (Vals), op. 388
4. Johann Strauss den yngre: Vergnügungszug (Polka schnell), op. 281
5. Johann Strauss den yngre: Tik-tak (Polka schnell), op. 365*
6. Josef Strauss: Feuerfest (Polka française), op. 269

### Extranummer
1. Johann Strauss den yngre: Perpetuum mobile (Musikalischer Scherz), op. 257
2. Johann Strauss den yngre: An der schönen blauen Donau (Vals), op. 314
3. Johann Strauss den äldre: Radetzkymarsch, op. 228

Verkförteckningen och verkens ordning finns på Wienerfilharmonikernas webbplats.
De verk markerade med * stod för första gången på programmet till en nyårskonsert.

## Externa webblänkar
- Sammanställning av olika inspelningar från nyårskonserterna 1961 och 1962 på youtube.com, från nyårskonserten 1962 finns Accelerationen, Rosen aus dem Süden, Vergnügungszug och Perpetuum mobile av Johann Strauss den yngre liksom Die Libelle och Feuerfest av Josef Strauss.